# Saúl Levi Morteira
Saúl Levi Morteira nació en el seno de la comunidad sefardita de Venecia en 1596. Amante de los viajes y del conocimiento intelectual viaja a París en 1612 junto a su discípulo y amigo Elías Rodrigues de Montalto, médico de María de Médici. Murió en 1660, siendo embalsamado y sepultado en Ámsterdam, según su deseo. Dejó un Tratado de patología general. 
En París estaría 4 años. Joven muy precoz, a los 25 años ya daba clases sobre el Talmud. En 1616 se instaló en Ámsterdam, donde llegaría ser nombrado rabino principal de la comunidad Beth Jacob (Escuela Principal) y posteriormente director de la institución llamada Reshit Chochma ( i.e., "comienzo de la sabiduría") en 1629.
Se le considera una de las más brillantes mentes hebreas del siglo XVII. Combinaba la más estricta ortodoxia con una gran deferencia a sus alumnos. Estudioso tanto de la Ley como de la tradición judía, poseía amplio conocimientos en Patrística, filosofía antigua y medieval, así como en filosofía hebrea y no hebrea, humanismo italiano.  También fue un precursor de lo que hoy denominaríamos "diálogo teológico" y del intercambio intelectual con los cristianos. Basta apuntar que su obra "Tratado sobre la verdad de la Ley de Moisés" (1659-60), singularmente ecuménica, se dirige a ciertos anti-trinitarios surgidos en torno a la iglesia Bautista.   En su estudio de la obra de Maimónides o Saadia Gaon preconiza el acercamiento racional a la religión y a la Ley, y no tanto mediante intuiciones místico-irracionales.